# Yerba Buena (Simoca)
Yerba Buena is een plaats in het Argentijnse bestuurlijke gebied Simoca in de provincie Tucumán. De plaats telt 2.672 inwoners.